# Ad abolendam haeresim
Ad abolendam haeresim (łac. Ku wykorzenieniu herezji) – dekret papieża Lucjusza III z 4 listopada 1184, wydany na synodzie w Weronie, gdzie był obecny również cesarz Fryderyk I Barbarossa. Dokument ten, przeznaczony dla biskupów, określał zasady prowadzenia inkwizycji w obliczu wzrostu ruchów heretyckich; zapoczątkował tzw. inkwizycję biskupią.

## Charakterystyka
W dekrecie zostały wymienione następujące ruchy heretyckie: katarzy, pataria, humiliaci, biedni z Lyonu, arnoldyści. Zobowiązano w nim biskupów do ścigania herezji. Mieli oni w tym celu wizytować parafie. W razie potwierdzenia podejrzeń o herezję, miano przeprowadzić dochodzenie. Jeśli ono poświadczało ten fakt – odstępca od wiary miał być przekazywany władzy świeckiej w celu poniesienia należytej kary (animadversio debita). Władza świecka, pod groźbą ekskomuniki i nałożenia Interdyktu, musiała niezwłocznie zająć się sprawą.
Dokument nie wspomina nic o prześladowaniu o charakterze fizycznym czy o karze śmierci.
O współpracy z władzą świecką świadczy fakt, że zapisy dokumentu papieskiego miały swój odpowiednik w statutach cesarskich, jakie wydał Fryderyk I.
Zwraca się uwagę na to, że chociaż możliwym było uciekanie się do działań militarnych – papież wybrał aktywność o charakterze prawnym. I taka też jest przyczyna powstania inkwizycji.
Zobacz też:
- Ad extirpanda
- Super illius specula